# Teoria delle due fonti
     Marco
     Q
     Matteo (materiale esclusivo)
     Luca (materiale esclusivo)

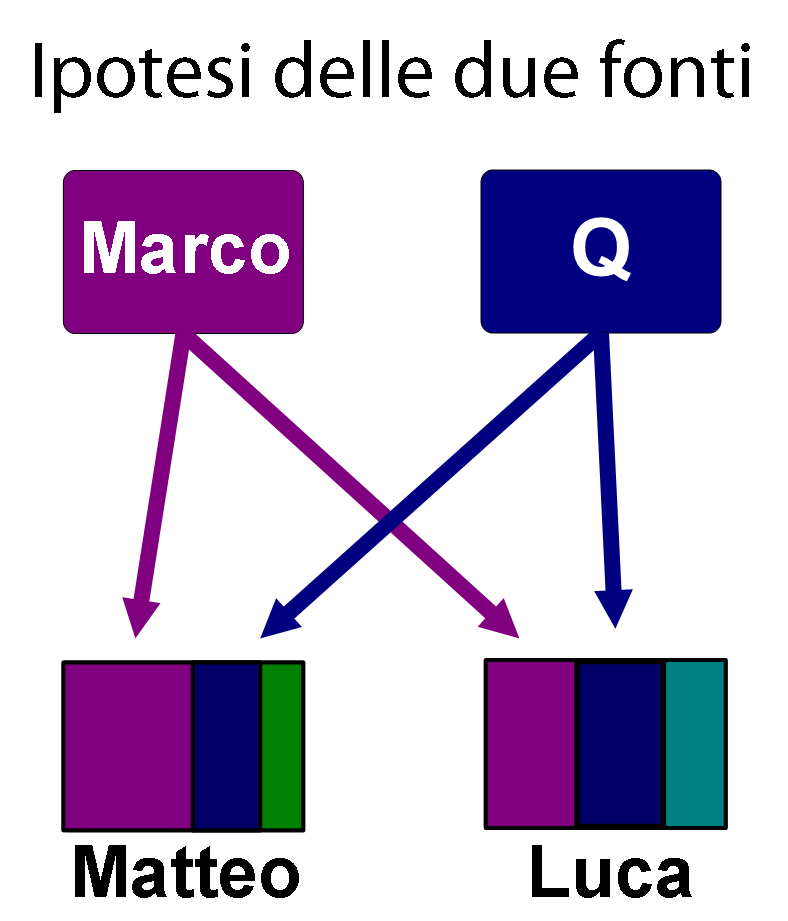
Secondo l'ipotesi delle due fonti, il Vangelo secondo Matteo e il Vangelo secondo Luca furono scritti indipendentemente, ciascuno usando il Vangelo secondo Marco come base più un altro documento, detto "Fonte Q", per il materiale comune ai due vangeli ma non presente in Marco
Marco
Q
Matteo (materiale esclusivo)
Luca (materiale esclusivo)

La teoria delle due fonti (in inglese: Two-Source Hypotesis, "2SH") è una ipotesi di soluzione del problema sinottico che assume l'esistenza di due fonti per la composizione dei vangeli sinottici: una fonte narrativa, comunemente identificata con il Vangelo secondo Marco (priorità marciana), che darebbe conto del materiale di "tripla tradizione", e una fonte perduta dei detti di Gesù, l'ipotetica fonte Q, utilizzata per il materiale della "doppia tradizione".
La teoria delle due fonti emerse nel XIX secolo come possibile soluzione del problema sinottico, della relazione, cioè, tra i vangeli sinottici, che aveva impegnato i biblisti dal secolo precedente. Il punto di forza di questa teoria è la sua capacità di spiegare il materiale condiviso e quello peculiare dei tre vangeli sinottici, cosa che rende difficile formulare ipotesi alternative convincenti; d'altro canto, questa teoria si trova in difficoltà con le eccezioni ai normali rapporti tra i contenuti dei sinottici e con l'assenza di prove dell'esistenza della fonte Q.
Sebbene esistano numerose formulazioni alternative e varianti delle ipotesi di base, «la teoria delle due fonti raccoglie il sostegno della maggior parte degli esegeti biblici di tutti i continenti e le confessioni».

## Storia
Lo studio del problema sinottico ebbe inizio alla fine del XVIII secolo; la ricostruzione dominante era l'ipotesi Griesbach (1789), secondo la quale l'autore di Marco aveva compendiato Matteo e Luca. In questo ambiente, dominato dalla scuola esegetica di Tubinga che prediligeva l'ipotesi Griesbach, le due componenti della teoria delle due fonti si svilupparono separatamente. La priorità marciana fu introdotta da Gottlob Christian Storr nel 1786. Nel 1802 Hebert Marsh propose l'esistenza di una fonte detta "Beth" per il materiale comune a Matteo e Luca, segnando la nascita della fonte Q.
La teoria delle due fonti fu esposta per la prima volta nel 1838 da Christian Hermann Weisse, ma non ottenne ampio consenso tra gli esegeti tedeschi finché Heinrich Julius Holtzmann non la sottoscrisse, nel 1863. Prima di Holtzmann, la maggior parte degli studiosi cattolici sosteneva l'ipotesi agostiniana, che assume la successione Matteo → Marco → Luca, mentre gli studiosi protestanti preferivano l'ipotesi Griesbach, Matteo → Luca → Marco. La teoria delle due fonti passò nel Regno Unito negli anni 1880 principalmente grazie agli sforzi di William Sanday, e nel 1924 ottenne una formulazione ulteriore da Burnett Hillman Streeter, il quale ipotizzò l'esistenza di fonti ulteriori, dette 'M' ed 'L', per il materiale di Matteo e Luca rispettivamente.

## Problema sinottico
Il problema sinottico, di cui la teoria delle due fonti è una soluzione, richiede di trovare una spiegazione per le differenze e le somiglianze tra i tre vangeli sinottici; in particolare questa spiegazione deve fornire un ordine di composizione dei vangeli e le fonti su cui si basarono gli autori dei sinottici.
Una soluzione del problema sinottico deve tenere in conto due caratteristiche dei vangeli sinottici:
- la "tripla tradizione": i tre vangeli condividono frequentemente sia le parole che le sequenze delle "pericopi" (eventi o storie, la caratteristica comune che ha dato il nome "sinottico", "che si possono vedere insieme", a questi vangeli). Lì dove i vangeli differiscono in questo materiale comune, può accadere che Marco e Matteo concordino in opposizione alla versione di Luca, o che Marco e Luca concordino in opposizione a Matteo, ma molto raramente avviene che Marco sia quello in minoranza. Inoltre le versioni delle pericope contenute in Matteo e Luca sono solitamente più brevi di quelle contenute in Marco.
- La "doppia tradizione": alcune volte Matteo e Luca condividono del materiale assente in Marco; in tali casi, a volte Matteo e Luca concordano sostanzialmente, altre forniscono versioni significativamente differenti.[1]

## Struttura dell'ipotesi
La teoria delle due fonti tenta di risolvere il problema sinottico utilizzando due assunzioni, la priorità marciana, con la quale spiegare la "tripla tradizione", e l'esistenza della perduta fonte Q, per giustificare la "doppia tradizione". Riassumendo, la teoria delle due fonti suggerisce che gli autori di Matteo e Luca utilizzarono il Vangelo secondo Marco come fonte del loro materiale narrativo e come struttura cronologica di base della vita di Gesù; in aggiunta, utilizzarono una seconda fonte non conservatasi, detta fonte Q (dall'iniziale della parola tedesca Quelle, "fonte"), da cui trassero i detti (logia) di Gesù che si trovano in Matteo e Luca ma non in Marco.

### Priorità marciana
La teoria spiega la "tripla tradizione" ricorrendo al principio della priorità marciana, secondo la quale entrambi gli autori del Vangelo secondo Matteo e del Vangelo secondo Luca utilizzarono il Vangelo secondo Marco come fonte per le loro opere. Marco sembra più primitivo: la sua grammatica e la sua scelta di parole sono meno letterarie di quelle di Matteo e Luca, il suo linguaggio mostra una più spiccata tendenza alla ridondanza e all'oscurità, la sua cristologia è meno sovrannaturale, e vi si fa un uso maggiore dell'aramaico. Il fatto che Luca e Matteo propongano una versione più sofisticata delle pericope di Marco può essere giustificato solo immaginando che gli autori dei primi abbiano "arricchito" Marco, oppure che l'autore di Marco abbia "semplificato" Matteo o Luca o entrambi; gli esegeti preferiscono la prima soluzione. La priorità marciana si evidenzia anche in quei casi in cui Matteo e Luca sembrano omettere materiale esplicativo da Marco, in quelli in cui Matteo aggiunge la propria enfasi alle storie di Marco e nella distribuzione diseguale delle caratteristiche stilistiche di Marco in Matteo.
Pochi studiosi sostengono che la fonte documentaria per la "tripla tradizione" non fu Marco, ma una sua versione preliminare (detta Ur-Markus o proto-Marco) oppure una revisione successiva al Marco poi conservatosi e detto deutero-Marco, o entrambe.
La versione della teoria delle due fonti con Ur-Markus fu la principale soluzione al problema sinottico nel XIX secolo. Secondo questa ipotesi, detta ipotesi marciana, Ur-Markus fu la fonte originaria di tutti e tre i sinottici, che vi attinsero indipendentemente; tale fonte sarebbe poi andata perduta.
La versione della teoria delle due fonti con deutero-Marco, invece, consente di spiegare la doppia tradizione senza introdurre Q: il materiale della doppia tradizione sarebbe infatti provenuto da una revisione successiva di Marco andata perduta.

### Fonte Q
La teoria delle due fonti spiega la "doppia tradizione" ipotizzando l'esistenza di un documento perduto contenente i "detti di Gesù", detto "fonte Q", dal tedesco Quelle, "fonte". È proprio l'uso della fonte Q a distinguere la teoria delle due fonti dalla maggior parte delle ipotesi rivali. L'esistenza di Q è motivata dalla conclusione che, poiché Luca e Matteo sono indipendenti da Marco nei passaggi della doppia tradizione, la connessione tra loro deve essere spiegata dal loro uso indipendente di una stessa fonte (o fonti) perduta.

## Critiche
Anche se la teoria delle due fonti resta la soluzione più accettata al problema sinottico, due questioni restano aperte e ne mettono in discussione la correttezza: l'esistenza delle cosiddette "concordanze minori" e la mancanza di prove dell'esistenza della fonte Q.

### Concordanze minori
Per "concordanze minori" si intendono quei punti in cui il Vangelo secondo Matteo e il Vangelo secondo Luca si trovano in accordo tra loro e in disaccordo con il Vangelo secondo Marco, come nel caso della domanda dileggiatoria posta a Gesù durante la sua flagellazione, quel «Chi ti colpisce?» riportato in Matteo e Luca ma non in Marco. Queste concordanze mettono in discussione l'ipotesi che gli autori di Matteo e Luca conoscessero il Vangelo secondo Marco ma non l'opera dell'altro evangelista. Streeter scrisse un capitolo sull'argomento, affermando che tali concordanze erano dovute al caso, o alla rielaborazione dell'opera di "Marco" in un greco più raffinato, o ad un uso comune della fonte Q o della tradizione orale, o alla corruzione testuale.
Alcuni studiosi successivi spiegano le concordanze minori come dovute all'uso di Matteo, oltre che di Q e di Marco, da parte dell'autore del Vangelo secondo Luca, una teoria che va sotto il nome di ipotesi delle tre fonti. Ma la moderna formulazione dell'ipotesi della fonte Q richiede che Matteo e Luca siano indipendenti, dunque la teoria delle tre fonti fa sorgere la domanda riguardo quale sia il ruolo di Q se Luca dipende da Matteo; di conseguenza, alcuni studiosi, come Helmut Koester, che preferiscono mantenere Q ma riconoscere allo stesso tempo l'importanza delle concordanze minori, le attribuiscono ad un proto-Marco, come l'Ur-Markus dell'ipotesi marciana, adattato dall'autore di Marco indipendentemente da Matteo e Luca. Altri studiosi ancora, ritengono che le concordanze minori dipendano da una revisione del Marco conservatosi, revisione che prende il nome di "deutero-Marco", a cui gli autori di Matteo e Luca si sarebbero ispirati e che sarebbe poi andato perduto.
«Perciò le concordanze minori, se prese sul serio, obbligano a scegliere tra la priorità marciana pura e l'esistenza della fonte Q, ma non entrambe contemporaneamente, come richiesto dalla 2SH».

### Esistenza della fonte Q
L'obiezione principale alla teoria delle due fonti è la necessità di introdurre l'ipotetica fonte Q, la cui esistenza non è attestata in alcun modo, né da frammenti esistenti, né dalle tradizioni della Chiesa delle origini. Al contrario, l'esistenza stessa delle concordanze minori sarebbe un indizio a favore della non-esistenza, o meglio della non-necessità di Q: se Matteo e Luca hanno passi che non sono presenti in Marco, allora Matteo cita Luca o viceversa.
Vi è un ulteriore problema, detto "problema dell'affaticamento", e che si riferisce ad un noto fenomeno, per cui uno scriba che sta utilizzando un testo come fonte tende a ritornare alla terminologia della propria fonte semplicemente per affaticamento. Tale fenomeno è evidente nel caso del titolo di Erode Antipa: l'autore del Vangelo secondo Marco lo chiama, incorrettamente, basileus ("re") per tutto il vangelo, mentre l'autore del Vangelo secondo Matteo utilizza il più corretto "tetrarca" all'inizio, per poi passare anche lui a basileus. Quando questo genere di cambiamenti avvengono nel materiale di doppia tradizione, in casi che secondo la teoria delle due fonti sarebbero dovuti all'utilizzo di Q come fonte per Matteo e Luca, di solito Luca tende a convergere a Matteo.